# Olov Lambatunga
Olov Lambatunga († 1206) war 1198 bis um 1206 der vierte Erzbischof von Uppsala. Die Bedeutung seines Beinamens, der seit dem 14. Jahrhundert belegt ist, ist ungewiss. Er erhielt sein Pallium von Papst Innozenz III. und wurde 1198 in Lund von Erzbischof Absalon, Primas der dänisch-schwedischen Kirche, geweiht.
Der Papst wies Olov an, die beiden von seinem Vorgänger Petrus rechtswidrig geweihten Bischöfe abzusetzen und die Wahl des dritten für ungültig zu erklären. Sollte er sich weigern, sollte dies Primas Absalon durchführen. Der Ausgang dieses Konflikts ist nicht überliefert.
Im Jahr 1200 erteilte König Sverker der Jüngere der schwedischen Kirche einige wichtige Privilegien: Sie wurde von allen Abgaben und von der weltlichen Gerichtsbarkeit befreit. Außerdem ordnete er vollständige Testierfreiheit zu Gunsten der Kirche an. Damit stärkte er die schwedische Kirche im innenpolitischen Machtkampf. Doch war die Stellung Sverkers zu schwach, die Privilegien durchzusetzen. Es ist die erste Urkunde, in der die Befreiung der schwedischen Kirche von der weltlichen Gerichtsbarkeit dokumentiert ist. Diese Privilegien stießen auf großen Widerstand bei Großen im Reich, denn die Befreiung von der weltlichen Gerichtsbarkeit schmälerte ihre Einkünfte aus den Geldbußen und die Testierfreiheit gefährdete das Erbrecht der Erben.
In der Amtszeit Olovs gab es eine Feuersbrunst in Alt-Uppsala, der auch die Domkirche zum Opfer fiel und bei der auch sein Pallium verbrannte. Der Erzbischof von Lund Andreas Sunesen wurde daraufhin vom Papst ermächtigt, ihm ein neues Pallium zu überreichen. Überhaupt fällt auf, dass der Papst nicht mit Olov, sondern mit Andreas auch über die Verhältnisse der schwedischen Kirche korrespondierte. Olov wurde ignoriert. Die Ursache ist nicht bekannt.